# Vigário Geral
Vigário Geral è un quartiere (bairro) della Zona Nord della città di Rio de Janeiro in Brasile.

## Amministrazione
Vigário Geral fu istituito come bairro a sé stante il 23 luglio 1981 come parte della omonima Regione Amministrativa XXXI del municipio di Rio de Janeiro.